# Ermita de Nuestra Señora de la Salud (Alcantarilla)

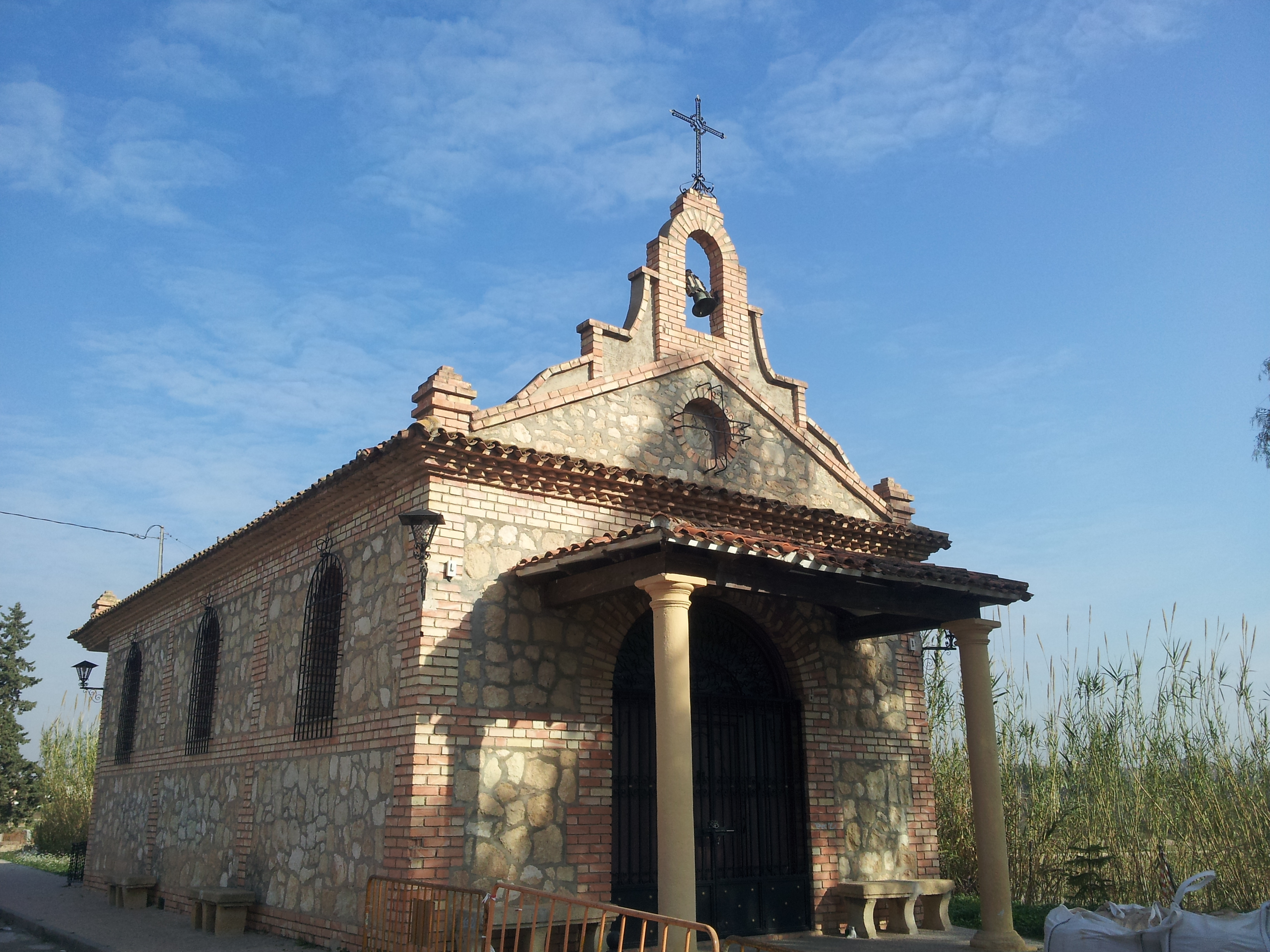
Ermita de la Salud

La ermita de Nuestra Señora de la Salud localizada en el municipio de Alcantarilla (Murcia) se encuentra situada en el paraje natural conocido como "Agua Salá" próximo al Museo Etnológico de la Huerta. La ermita fue construida en honor a la Virgen de Nuestra Señora de la Salud también conocida como "Virgen Niña" debido a su apariencia física semejante a la de una niña, patrona de esta localidad.

## Arquitectura

### Exterior
Este templo fue construido durante la década de los años 70 del siglo XX. Realizada en piedra, a pesar de que es una ermita nueva, cuenta con características arquitectónicas propias del estilo románico como la cruz latina que corona la parte superior del de a iglesia así como el arco de medio punto de la entrada.En cuanto a la planta, debido a sus reducidas dimensiones solo cuenta con una nave central.
La fachada cuenta con un porche de entrada sobre el que se levantan dos columnas a los extremos formando un frontón decorado con espadaña, siguiendo así el estilo de las ermitas murcianas del siglo XVIII con fachada triangular,por encima podemos observar un rosetón, situado bajo la bóveda en cuyo interior se puede observar una pequeña campana.En los laterales se observan tres ventanales estrechos acabados en forma de arco.

### Interior
El interior alberga varias pinturas de autores locales que muestran escenas de la vida de La Virgen así como otras que narran la aparición de Nuestra Señora de la Salud en el Puente de las Pilas, por lo que esta ermita carece de imágenes propias y en su lugar lo ocupan dichos cuadros.